# ريتشارد س. كاغان
ريتشارد س. كاغان (بالإنجليزية: Richard C. Kagan)‏ هو مؤرخ أمريكي، ولد في 1938.